# Pietrowskoje (rejon wołowski)
Pietrowskoje (ros. Петровское) – wieś (ros. деревня, trb. dieriewnia) w zachodniej Rosji, w sielsowiecie zamarajskim rejonu wołowskiego w obwodzie lipieckim.

## Geografia
Miejscowość położona jest w dorzeczu rzeki Kszeń, 4,5 km od centrum administracyjnego sielsowietu zamarajskiego (Zamarajka), 11 km od centrum administracyjnego rejonu (Wołowo), 134 km od stolicy obwodu (Lipieck).

## Demografia
W 2012 r. miejscowość zamieszkiwało 30 osób.